# Station Racibory
Station Racibory is een spoorwegstation in de Poolse plaats Nowe Racibory.